# Selsawet Kroschyn
Der Selsawet Kroschyn, Kroschynski Selsawet (belarussisch Крошынскі сельсавет; russisch Крошинский сельсовет) ist eine Verwaltungseinheit im Rajon Baranawitschy in der Breszkaja Woblasz in Belarus. Das Zentrum des Selsawets ist das Dorf Kroschyn. Der Kroschynski Selsawet umfasst 13 Dörfer und liegt im Osten des Rajons Baranawitschy.

## Geographie
Der größte Fluss auf dem Territorium des Selsawets ist die Schtschara.

## Persönlichkeiten
- Pauljuk Bahrym, belarussischer Dichter, geboren im Dorf Kroschyn

## Orte
- Alsewitschy
- Dubrouna
- Jatwes
- Juschkawitschy
- Klompiki
- Kroschyn
- Makaschy

- Padljaseiki
- Prydatki
- Saljubitschy
- Skartschawa
- Stary Dwor
- Ulasy